# 안택수
안택수(安澤秀, 1943년 11월 13일 ~ )는 대한민국의 정치인이다. 종교는 천주교이며 세례명은 사도 요한이다. 제15·16·17대(한나라당) 국회의원을 역임했으며 한나라당 대변인과 국회 재정경제위원장 및 장애인특별위위원장, 국회 정무위원회 위원 등을 역임했다. 2008년 7월부터 2013년 9월까지 신용보증기금 이사장을 역임했다.

## 학력
- 대구국민학교 졸업
- 경북중학교 졸업
- 경북고등학교 졸업
- 서울대학교 문리과대학 문학부 정치학 학사[2]

## 역대 선거 결과
|  | 8.10% |

|  | 33.54% |

|  | 66.68% |

|  | 58.71% |

## 소속 정당
| 소속 정당 | 소속 정당    | 소속 기간 | 비고           |
| --------- | ------------ | --------- | -------------- |
|           | 민주정의당   | 1988~1990 | 정계 입문      |
|           | 민주자유당   | 1990~1992 | 합당           |
|           | 무소속       | 1992      | 탈당           |
|           | 새한국당     | 1992      | 창당           |
|           | 무소속       | 1992~1993 | 당명 변경      |
|           | 민주당       | 1993~1995 | 입당           |
|           | 무소속       | 1995      | 탈당           |
|           | 자유민주연합 | 1995~1997 | 창당           |
|           | 무소속       | 1997      | 탈당           |
|           | 신한국당     | 1997      | 복당           |
|           | 한나라당     | 1997~2012 | 합당           |
|           | 새누리당     | 2012~2013 | 당명 변경      |
|           | 무소속       | 2013~현재 | 탈당 정계 은퇴 |

## 같이 보기
- 북구 을 (대구)
- 대구 북구의 국회의원